# Masatoshi Nakayama
Masatoshi Nakayama (13 april 1913 - Tokio, 15 april 1987) was een internationaal bekende Japanse meester van Shotokan karate en een van de eerste leerlingen van Gichin Funakoshi. Hij heeft meegewerkt aan de totstandkoming van de Japanse Karate Associatie (JKA) in 1949. Hij schreef vele boeken over karate om het te populariseren. Bijna 40 jaar lang, tot aan zijn dood in 1987, werkte Nakayama om Shotokan karate over de hele wereld te verspreiden. Hij was de eerste meester in de Shotokan historie, die de rang van 9e dan bereikte, toen hij nog in leven was, en werd postuum bekroond met de rang van 10e dan.